# Jeux-lès-Bard
Jeux-lès-Bard ist eine französische Gemeinde mit 53 Einwohnern (Stand: 1. Januar 2022) im Département Côte-d’Or in der Region Bourgogne-Franche-Comté (vor 2016 Burgund). Sie gehört zum Arrondissement Montbard und zum Gemeindeverband Terres d’Auxois.

## Geografie
Die Gemeinde Jeux-lès-Bard liegt in der Landschaft Auxois, etwa 15 Kilometer südwestlich von Montbard – großräumiger gesehen etwa in der Mitte zwischen den Städten Dijon und Auxerre. Durch das mit 3,25 km² recht kleine Gemeindegebiet verläuft der Bach Ruisseau de la Prée kurz vor dessen Mündung in den Armançon im Einzugsgebiet der Yonne. Die waldlose Landschaft kann mit einer leicht nach Norden geneigten Ebene beschrieben werden. Umgeben wird Jeux-lès-Bard von den Nachbargemeinden Athie im Norden, Villaines-les-Prévôtes im Nordosten (Berührungspunkt), Genay im Osten, Torcy-et-Pouligny im Süden, Bard-lès-Époisses im Südwesten sowie Corsaint im Westen.

## Bevölkerungsentwicklung
| Jahr      | 1962 | 1968 | 1975 | 1982 | 1990 | 1999 | 2006 | 2014 | 2021 |
| Einwohner | 58   | 57   | 45   | 35   | 42   | 39   | 45   | 53   | 51   |

Im Jahr 1846 wurde mit 150 Bewohnern die bisher höchste Einwohnerzahl ermittelt. Die Zahlen basieren auf den Daten von cassini.ehess und INSEE.

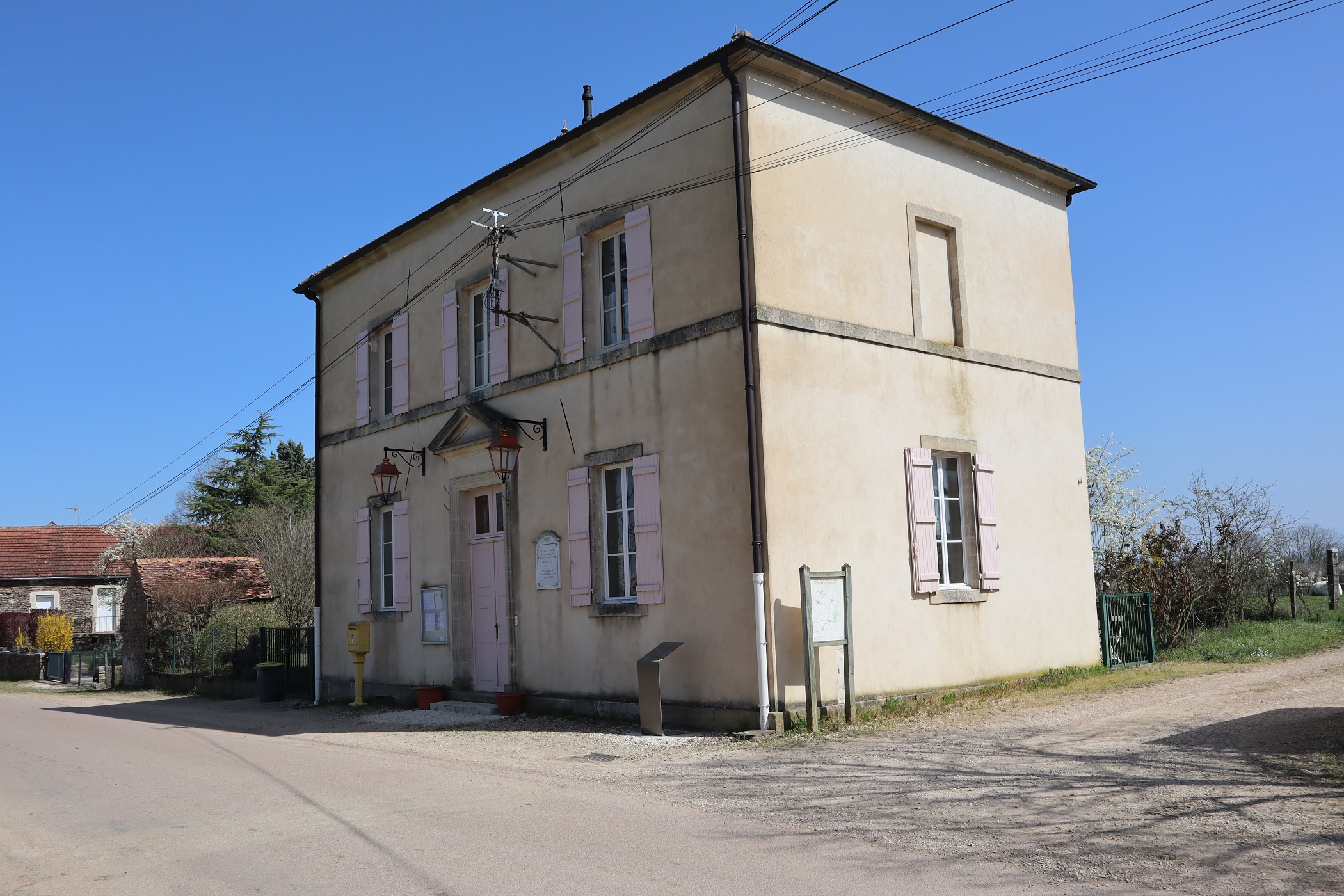
Rathaus (mairie)
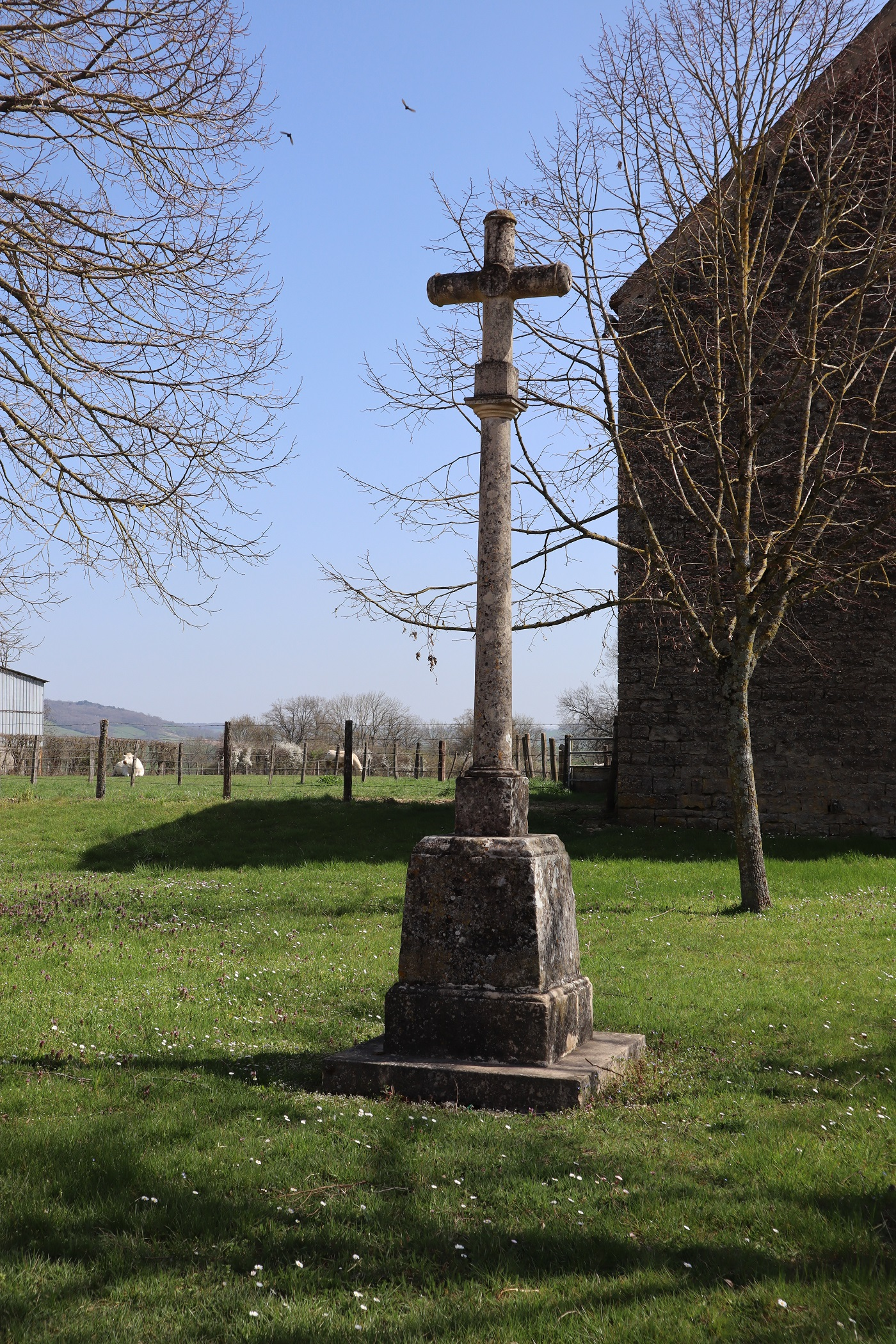
Flurkreuz
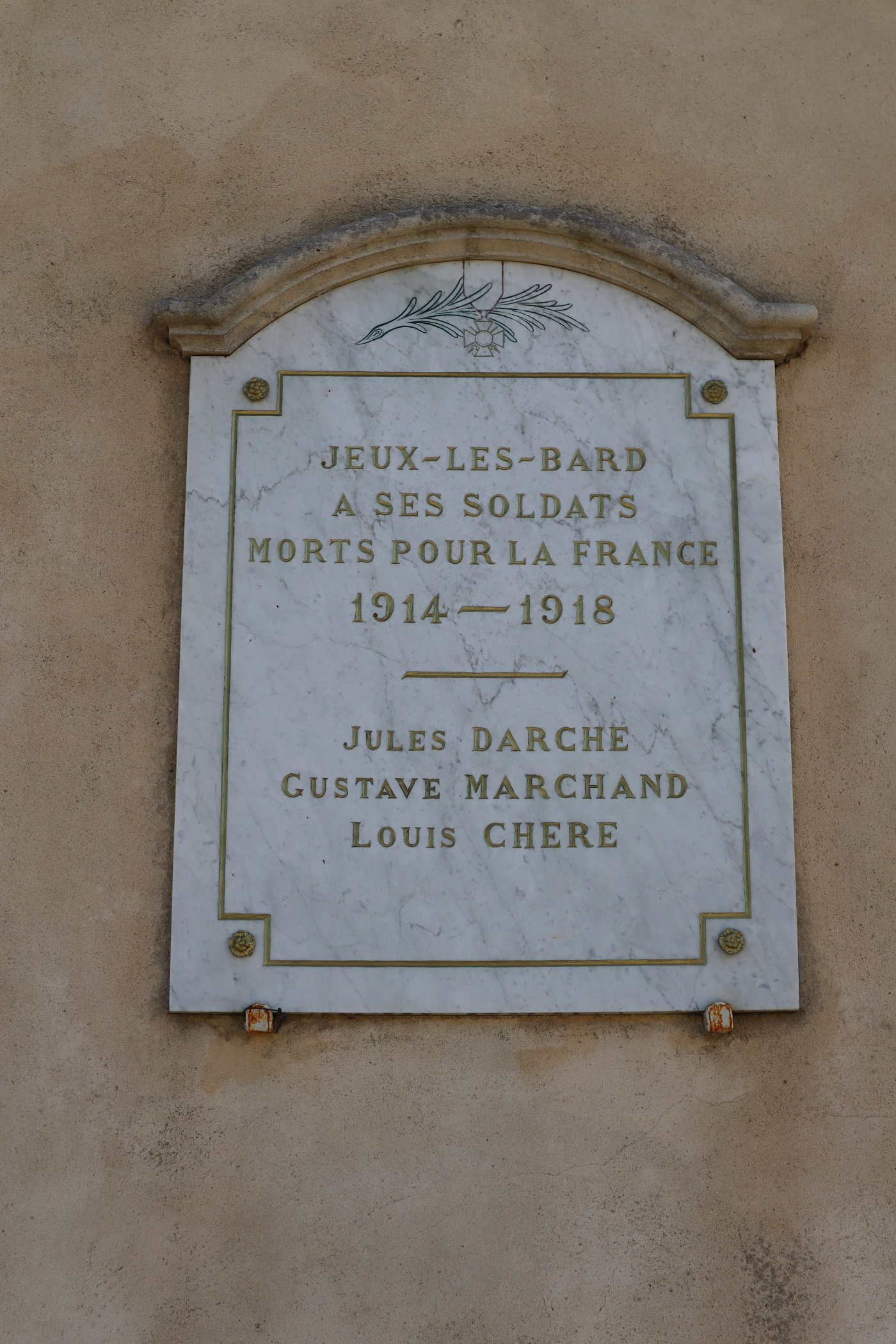
Gefallenendenkmal

## Wirtschaft und Infrastruktur
In Jeux-lès-Bard gibt es weder Kirchen und Kapellen noch Kindergärten und Schulen. Es handelt sich um ein reines Bauerndorf, in dem drei Landwirtschaftsbetriebe ansässig sind (Getreideanbau).
Jeux-lès-Bard liegt abseits der überregional wichtigen Verkehrswege. 15 Kilometer südwestlich besteht in Courcelles-lès-Semur Anschluss an die Autoroute A 6 von Paris nach Lyon.

## Belege
1. ↑  Jeuxey-lès-Bard, auf cassini.ehess.fr
2. ↑  Jeuxey-lès-Bard, auf insee.fr
3. ↑  Landwirtschaftsbetriebe, auf annuaire-mairie.fr